# Steinitz (Salzwedel)
Steinitz is een voormalige gemeente in de Duitse deelstaat Saksen-Anhalt, en maakt deel uit van de Landkreis Altmarkkreis Salzwedel.
Tegenwoordig vormen de dorpen Kemnitz  en Ziethnitz samen de Ortschaft Steinitz van de gemeente Salzwedel.  Het dorp Kemnitz wordt ook wel met Steinitz, de naam van de gehele Ortschaft, aangeduid.
Steinitz ligt ongeveer 5 kilometer ten zuidwesten van de stad Salzwedel, Ziethnitz ligt ongeveer 1 kilometer ten oosten van Steinitz. 
Het dorp Kemnitz telde eind 2023 338 inwoners, te Ziethnitz woonden toen 80 mensen.
De in dit artikel vermelde geografische coördinaten hebben betrekking op het dorp Kemnitz.

## Geschiedenis en economie
Steinitz is op 1 juli 1950 ontstaan door de samenvoeging van de toenmalige gemeenten Kemnitz en Ziethnitz. Er bestaat hier geen dorp met de naam Steinitz.
Sinds 1 januari 2011 behoort Steinitz tot Salzwedel. 
In de omgeving van Steinitz waren rijke aardgasvelden aanwezig. De winning ervan begon in 1969. De gasvoorraden zijn anno 2024 bijna uitgeput. Het Franse concern ENGIE heeft hier installaties voor de winning en verdere verwerking van dit gas.

## Bezienswaardigheden
Direct ten oosten van Ziethnitz, en ruim 3 kilometer ten zuiden van Salzwedel  zelf, aan de B248, bevindt zich sinds 2003 het, oorspronkelijk als werkverschaffingsproject gerealiseerde,  attractiepark Märchenpark und Duftgarten Salzwedel . Het is vooral gericht op gezinnen met kinderen tot circa 9 jaar. Enkele van de hier uitgebeelde figuren zijn nog afkomstig van populaire kinderprogramma's  van de DDR-televisie.
Twee kilometer ten westen van Kemnitz ligt een circuit voor de motocross-sport.

## Afbeeldingen

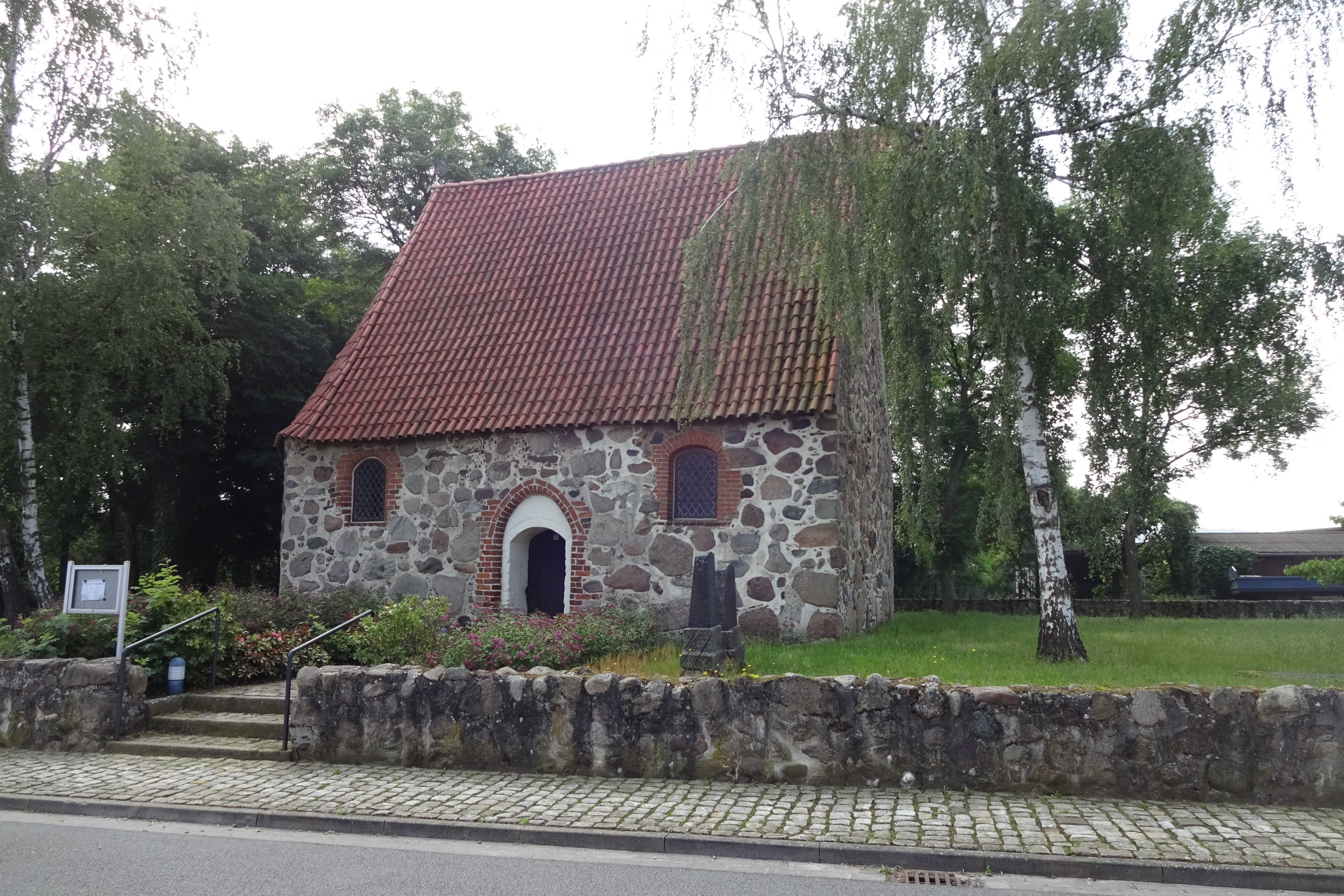
Dorpskerk te Kemnitz
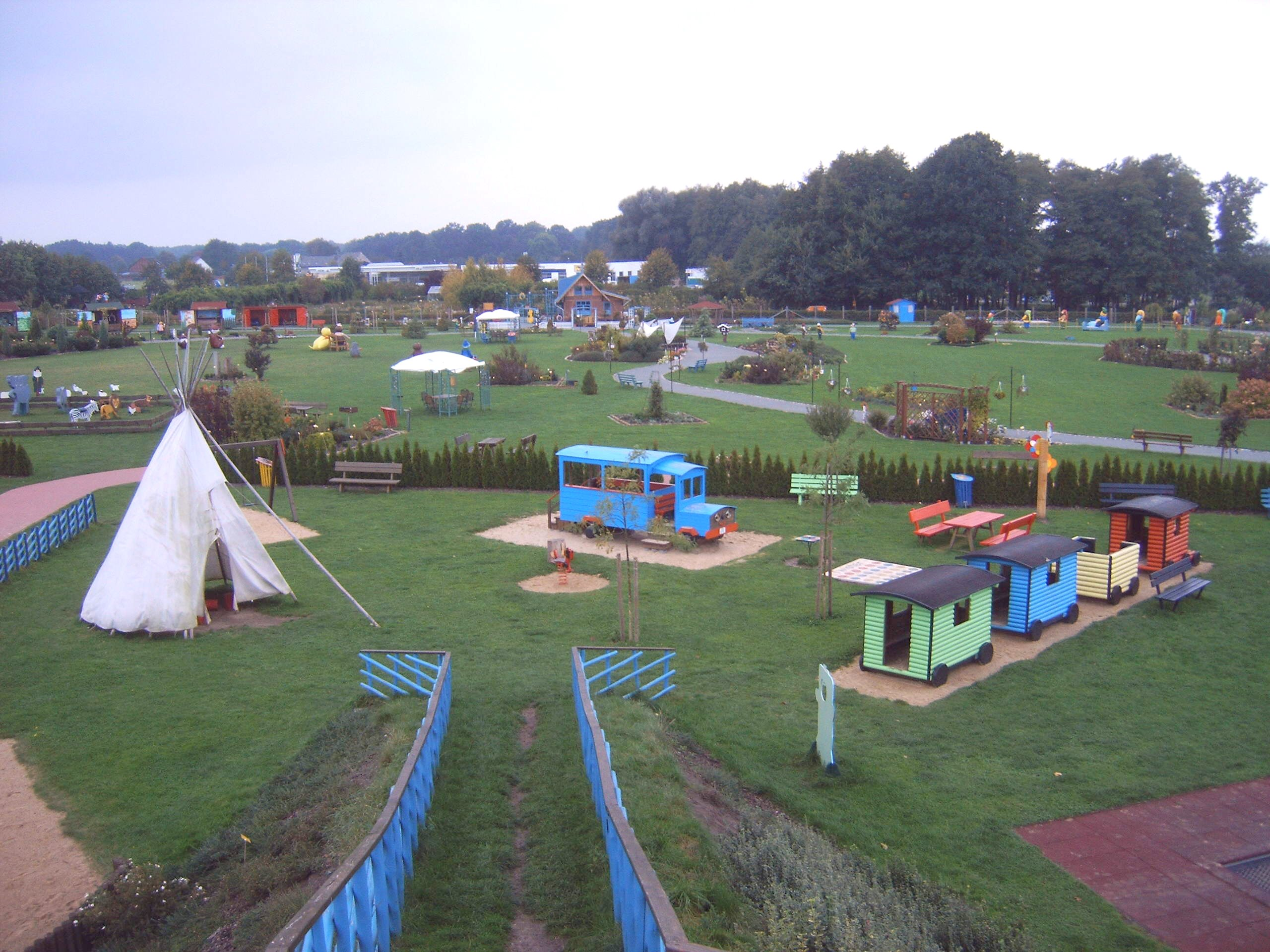
Amusementspark  Märchenpark und Duftgarten bij het dorpje Ziethnitz